# Wilhelm Adolf von Braunschweig-Wolfenbüttel

Herzog Wilhelm Adolf von Braunschweig-Wolfenbüttel

Wilhelm Adolf von Braunschweig-Lüneburg (* 18. Mai 1745 in Wolfenbüttel; † 24. August 1770 bei Oczaków) war Herzog zu Braunschweig und Lüneburg sowie preußischer Generalmajor und Sammler von Büchern.

## Leben
Wilhelm Adolf war der sechste Sohn Herzog Karls I. von Braunschweig († 1780) und dessen Ehefrau Philippine Charlotte von Preußen. Seine Erziehung erhielt er unter anderem von den beiden Professoren Johann Arnold Ebert und Karl Christian Gärtner des Collegium Carolinum in Braunschweig. Daraus resultierten seine Zuneigung zur Literatur und den schönen Wissenschaften aber auch sein Interesse an der Mathematik.
Seine militärische Laufbahn begann er 1761 als Kompaniechef und Oberstleutnant eines Leib-Infanterieregiments in Braunschweig, ehe er im Oktober 1763 gemeinsam mit seinem Bruder Friedrich August in den Dienst der preußischen Armee eintrat und zum Oberst befördert wurde. Als Kompaniechef des Infanterieregiments Nr. 39 zog er in das Schloss Sanssouci ein und wurde von seinem Onkel Friedrich II. in die Welt des Militärs eingeführt. Zu dieser Zeit verfasste er die Mexikade in französischer Sprache, ein Gedicht über die Eroberung Mexikos durch die Spanier. Dabei wetteiferte er mit seinem ehemaligen Lehrer Justus Friedrich Wilhelm Zachariae und verfasste außerdem eine Abhandlung über die Kunst der Kriegsführung. Während seiner Aufenthalte in Königsberg wurde er von Johann Christian Ludwig Hellwig in der höheren Mathematik unterwiesen. 1769 fiel Wilhelm Adolf bei Friedrich Wilhelm II. in Ungnade, weil er sich in dem Ehestreit zwischen diesem und dessen Gattin Elisabeth auf die Seite seiner Schwester stellte. So verließ er im Jahr 1770 den preußischen Hof und trat als Generalleutnant in russische Dienste ein. In dieser Funktion nahm er im Heer des Fürsten Romanzow an dem Feldzug gegen die Türken teil. Dabei zog er sich eine Infektion zu, an der er 1770 in einem Heerlager zwischen Ismael und Orzakow in Südrussland erlag. Sein Reisebegleiter, der Mathematiker Hellwig, brachte die Leiche des Prinzen nach Braunschweig, wo sie am 12. Dezember 1770 im herzoglichen Erbbegräbnis im Braunschweiger Dom beigesetzt wurde.

## Nachlass
Wilhelm Adolf hatte eine umfangreiche Bibliothek von der rund 2300 Bände in die Herzog August Bibliothek übergingen. Darunter sind neben Werken in englischer Sprache, bevorzugt wurde im Hause der Welfen französische Literatur, zeitgenössische Werke über Friedrich den Großen oder die Kriege in Schlesien. Der Schriftliche Nachlass Wilhelm Adolfs befindet sich im Hauptstaatsarchiv Weimar.